# Elmer A. Morse
Elmer Addison Morse (* 11. Mai 1870 in Franksville, Racine County, Wisconsin; † 4. Oktober 1945 in Rochester, Minnesota) war ein US-amerikanischer Politiker. Zwischen 1907 und 1913 vertrat er den Bundesstaat Wisconsin im US-Repräsentantenhaus.

## Werdegang
Elmer Morse besuchte die öffentlichen Schulen im Racine County. Danach studierte er bis 1893 am Ripon College. In den Jahren 1893 und 1895 wurde er zum Schulaufseher im Racine County gewählt. Nach einem anschließenden Jurastudium an der University of Wisconsin–Madison und seiner im Jahr 1900 erfolgten Zulassung als Rechtsanwalt begann er in Antigo in seinem neuen Beruf zu arbeiten. Zwischen 1900 und 1906 war er auch juristischer Vertreter dieser Stadt. Von 1900 bis zu seinem Tod war Morse in der Versicherungs- und Immobilienbranche tätig.
Politisch war Morse Mitglied der Republikanischen Partei. Bei den Kongresswahlen des Jahres 1906 wurde er im zehnten Wahlbezirk von Wisconsin in das US-Repräsentantenhaus in Washington, D.C. gewählt, wo er am 4. März 1907 die Nachfolge von Webster E. Brown antrat. Nach zwei Wiederwahlen konnte er bis zum 3. März 1913 drei Legislaturperioden im Kongress absolvieren. Im Jahr 1912 wurde er von seiner Partei nicht mehr zur Wiederwahl nominiert.
Nach seinem Ausscheiden aus dem US-Repräsentantenhaus arbeitete Morse wieder als Anwalt in Antigo. In den Jahren 1934 und 1940 war er Delegierter auf den regionalen republikanischen Parteitagen in Wisconsin. Elmer Morse starb am 4. Oktober 1945 in Rochester und wurde in Antigo beigesetzt.